# Forcipomyia magna
Forcipomyia magna är en tvåvingeart som först beskrevs av Saunders 1925.  Forcipomyia magna ingår i släktet Forcipomyia och familjen svidknott. Inga underarter finns listade i Catalogue of Life.